# People's Park Complex
El People's Park Complex (en chino simplificado, 珍珠坊; pinyin, Zhēnzhū fāng es un edificio comercial y residencial de gran altura en Eu Tong Sen Street en Outram, dentro del parque del Pueblo en Singapur. 

## Historia
El People's Park Complex fue un proyecto de vivienda comercial emprendido por el recién formado Departamento de Renovación Urbana del Programa de Venta de Sitios de la Junta de Vivienda y Desarrollo. El proyecto fue objeto de la primera venta del programa en 1967. 
Situado al pie de la colina de la perla, el sitio donde el complejo del parque de la gente se levanta actualmente era un parque público abierto. Más tarde se convirtió en el mercado del pueblo o mercado de la perla con puestos al aire libre que fue destruido por un incendio en 1966. 
Con una altura de 103 metros (338 pies), el edificio de 31 pisos del People's Park Complex fue el primer centro comercial de su tipo en el sudeste asiático y estableció el patrón para los desarrollos comerciales más tarde en Singapur. El centro comercial fue terminado en octubre de 1970, mientras que el bloque residencial, en 1973. Ocupando 1,0 hectárea en el corazón de Chinatown, el People's Park Complex era el complejo comercial más grande en el cinturón comercial de compras a lo largo de Eu Tong Sen Street y New Bridge Road. 
El 21 de abril de 2010, un almacén en el quinto piso se incendió, resultando en un incendio enorme y con esquinas cazadas y provocando una evacuación masiva. Nadie resultó herido en el incidente, pero daños significativos fueron reportados por los inquilinos causados por hollín y fugas de agua. La Fuerza de Defensa Civil de Singapur (SCDF) encontró posteriormente que la presencia de tales almacenes en ese piso no estaba autorizada; En incumplimiento de las normas de seguridad contra incendios. 

## Arquitectura
En 1967, después de la desintegración de Malayan Architects Co-Partnership, William Lim estableció la asociación de diseño (ahora conocido como DP Architects) con Tay Kheng Soon y Koh Seow Chuan. En su primer año, la firma fue exitosa con su propuesta arquitectónica para People's Park Complex. 
El People's Park Complex es un gran desarrollo de uso mixto, que consiste en oficinas y apartamentos por encima de un podio de espacio comercial. El complejo fue concebido como "un nuevo núcleo dentro de toda la estructura del núcleo de la ciudad", y fue diseñado para revitalizar uno de los enclaves más poblados y tradicionales en Singapur post-independiente. Al ser un "centro comercial de la gente", el complejo está estratégicamente ubicado en una de las zonas más pobladas del distrito central de negocios de Singapur. 
The architecture of the complex scored several firsts in Singapur. Its name as well as the block of flats was the closest to Le Corbusier's ideal of high-rise living, as expressed in his Marseilles Unité d'Habitation, both in concept and in form.  
La torre principal del edificio acomoda una variedad de tamaños de apartamentos, y el acceso a ellos es independiente del centro comercial en el podio. Sus 25 niveles han sido apodados "calles en el aire", un desarrollo del ideal de Le Corbusier, y ofrecen lugares convenientes para la interacción social y el entrecruzamiento. Design Partnership añadió verticales al techo del edificio, mejorando el impacto visual del bloque residencial. La zona común del nivel del tejado contiene servicios compartidos, como una guardería y un espacio de juego al aire libre, construido para uso comunal. 
El centro comercial incorpora la primera "sala de ciudad" o atrio en Singapur, un concepto que fue pionero por varios arquitectos japoneses bajo el movimiento del metabolismo en los años 60. Cuando el arquitecto japonés Fumihiko Maki visitó el sitio durante la construcción, exclamó: "¡Pero hemos teorizado y ustedes lo están construyendo!". Las tiendas del centro comercial rodean la gran "sala de la ciudad" interna, que consta de dos atrios entrelazados de varios pisos, en los que se encuentran un gran número de "tiendas" y quioscos. La "sala de la ciudad" sirve para mantener el carácter ocupado de Chinatown. 
El acabado exterior original del People's Park Complex fue expuesto de hormigón crudo, de acuerdo con el estilo arquitectónico brutalista. Esto también se manifestó en el diseño de la torre y el podio, y los ojos de buey circulares rematando el edificio residencial. Hoy en día, la fachada del edificio ha sido pintada con tonos de verde y marrón.